# Zaira eleodivora
Zaira eleodivora là một loài ruồi trong họ Tachinidae.